# Saale
La Saale (Salas in latino) è un fiume tedesco lungo 413 km.
Si forma presso Zell, nel massiccio del Fichtelgebirge in Baviera, e sfocia nell'Elba.

## Idrografia
La Saale è uno dei fiumi europei nei quali, negl'inverni particolarmente rigidi, si verifica il fenomeno dei ghiacci ancorati.

## Corso
Il fiume sgorga dalla catena montuosa del Fichtelgebirge tra Zell e Weißenstadt sul versante nord-occidentale del Großer Waldstein. La sorgente ufficiale si trova a 707 m s.l.m.. Una lastra con l'iscrizione "Sorgente della Saale, controllata dalle città di Münchberg, Schwarzenbach, Hof, Weißenfels, Halle. 1869" è attaccata all'antico foro di entrata di un tunnel minerario, rivestito di blocchi di granito grezzo. L'iniziativa di convertire il foro della bocca nella sorgente ufficiale della Saale partì dalla città di Münchberg, e le altre città menzionate contribuirono ai costi. L'intera area è ora un monumento naturale protetto. 
Tra Zell e Hof, sull'altopiano di Münchberg, il fiume scorre lentamente. Tra la confluenza del Tannbach e del Selbitz forma il confine tra la Baviera e la Turingia, un tempo parte della "cortina di ferro". Passa poi attraverso le montagne di ardesia della Turingia. Lì la Saale è arginata più volte; i più grandi in una cascata di cinque stadi sono i bacini Hohenwarte e Bleiloch.
L'area del corso medio della Saale inizia a Kaulsdorf-Weischwitz, quando il fiume emerge dalle montagne di ardesia della Turingia e rompe le piastre marginali del bacino della Turingia. Lì bagna Saalfeld/Saale, Rudolstadt e Jena
A Naumburg la Saale riceve l'Unstrut, il suo secondo affluente più lungo (192 km).
Dopo aver lasciato il parco naturale Saale-Unstrut-Triasland a Weißenfels, il corso inferiore della Saale attraversa un pianoro toccando le città di Weißenfels, Bad Dürrenberg, Merseburg e Halle (Saale).
A sud di Halle si trova la pianura alluvionale di Saale-Elster, e nell'area urbana di Halle ci sono alcune isole rocciose, come Giebichenstein con le rovine del suo castello. Sotto Halle, il fiume passa le ripide attraverso le cosiddette Alpi di Brachwitz le rocce arenarie di Rothenburg e Bernburg (Saale).
Si immette nell'Elba a Barby.

## Territori attraversati
Sparneck – Weißdorf – Seulbitz – Förbau – Schwarzenbach an der Saale – Fattigau – Oberkotzau – Hof – Brunnenthal – Saalenstein – Joditz – Confine fra Baviera e Turingia – Hirschberg – Sparnberg – Rudolphstein – Blankenberg – Blankenstein – Harra – Saaldorf – Saalburg – Poeritzsch – Gräfenwarth – Burgk – Walsburg – Ziegenrück – Neidenberga – Hohenwarte – Kaulsdorf – Fischersdorf – Weischwitz – Reschwitz – Breternitz – Saalfeld – Schwarza – Volkstedt – Rudolstadt – Catharinau – Kolkwitz – Weißen – Uhlstädt – Rückersdorf – Zeutsch – Niederkrossen – Orlamünde – Freienorla – Großeutersdorf – Kleineutersdorf – Kahla – Großpürschütz – Jägersdorf – Rothenstein – Maua – Lobeda – Jena – Zwätzen – Porstendorf – Dornburg – Dorndorf-Steudnitz – Wichmar – Camburg – Tümpling – Großheringen – Kleinheringen – Confine fra Turingia e Sassonia-Anhalt – Stendorf – Saaleck – Bad Kösen – Naumburg – Schellsitz - Schönburg – Eulau – Goseck – Leißling – Lobitzsch – Uichteritz – Markweben – Weißenfels – Dehlitz – Schkortleben – Kleinkorbetha – Großkorbetha – Oebles-Schlechtewitz – Wengelsdorf – Bad Dürrenberg – Kröllwitz – Leuna – Trebnitz – Merseburg – Meuschau – Freiimfelde – Schkopau – Korbetha – Hohenweiden – Rockendorf – Holleben – Halle – Kröllwitz – Lettin – Brachwitz – Schiepzig – Salzmünde – Pfützthal – Döblitz – Zaschwitz – Wettin

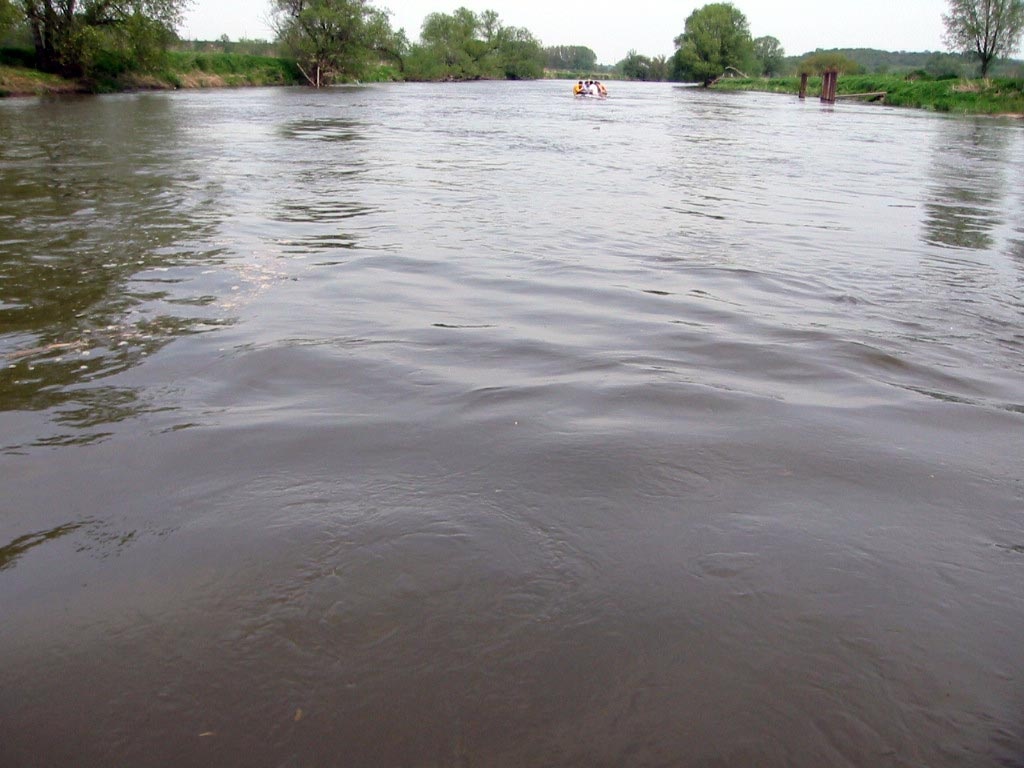
Il fiume Saale nei pressi di Leißling, vicino a Weißenfels.

Kloschwitz – Rumpin – Dobis – Friedeburg – Zickeritz – Rothenburg – Nelben – Gnölbzig – Trebnitz – Alsleben – Poplitz – Großwirschleben – Plötzkau – Gröna – Neuborna – Bernburg – Dröbel – Nienburg – Wedlitz – Damaschke Plan – Wispitz – Calbe – Trabitz – Groß Rosenburg – Werkleitz

## Principali affluenti
- Dalla sinistra orografica (dalla sorgente alla foce):
Schwarza, Ilm, Unstrut, Wipper, Bode
- Dalla destra orografica:
Orla, Weisse Elster

## Altri progetti

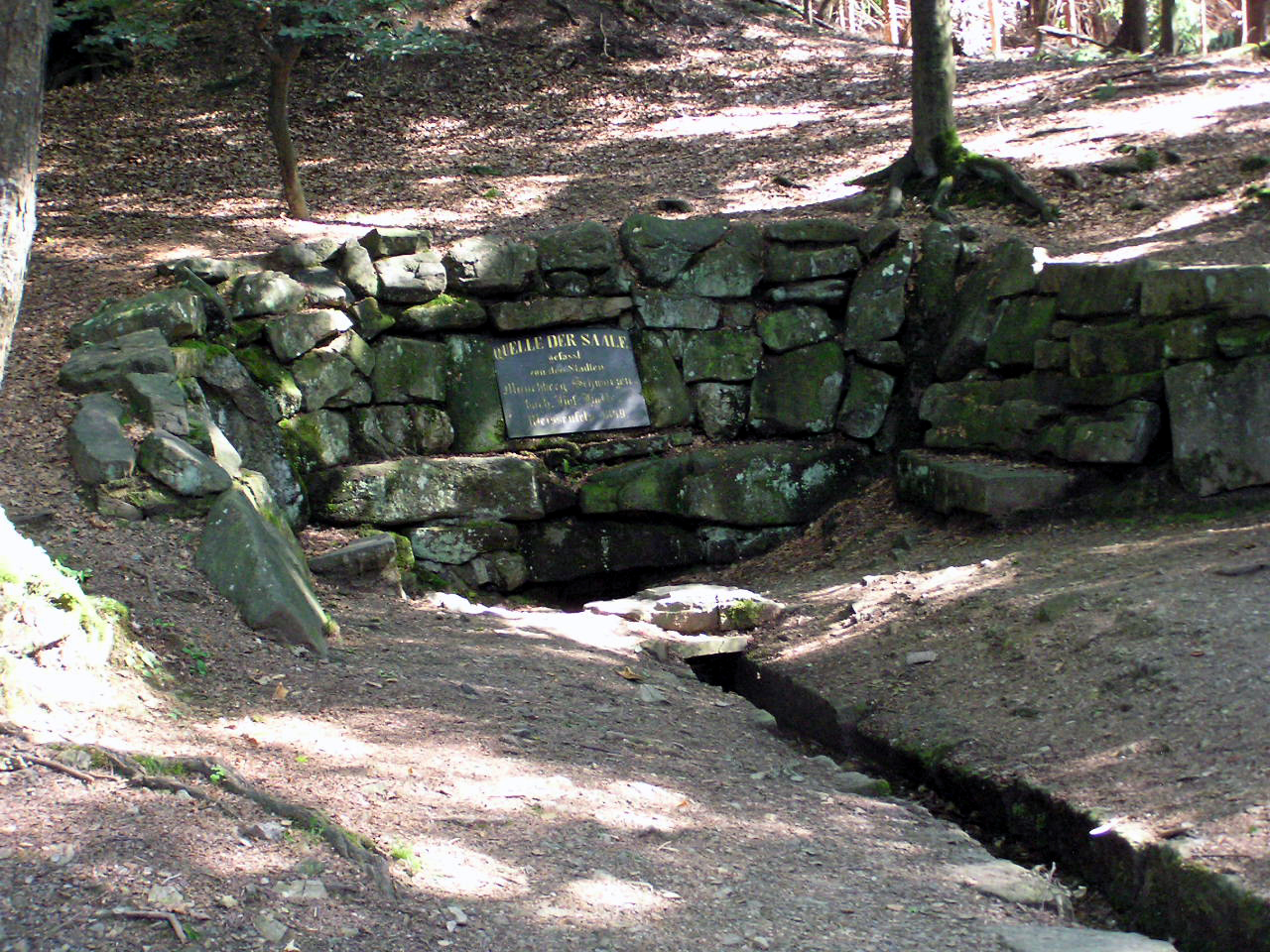
La sorgente presso Zell, Baviera.